# Rik Van Aken
Rik Van Aken, (Antwerpen 10 november 1854 - Mortsel, 12 maart 1909), alias "Zotte Rik" was een Antwerps dorpsfiguur, die vereeuwigd werd in het boek "Uit De Parochie van Miserie" (1941) door John Wilms.

## Biografie
Rik werd geboren als een onwettig kind van fruitverkoopster Maria Theresia Geley, beter bekend als "Mie Citroen". Toen hij twee jaar oud was verhuisde zijn moeder naar Breda, maar een jaar later keerde ze al terug naar de Antwerpse Kaasstraat op huisnummer 13. Ze woonde ook een tijdje in het Schipperskwartier, waar ze in het huwelijk trad met Henricus Van Aken, die haar kind erkende en wettigde. Rik was toen 10 jaar oud en heette voortaan "Rik van Aken". Het nieuwe gezin vestigde ze zich in de Lange Ridderstraat, op huisnummer 1.
Als kind werd Rik tijdens het spelen in een huis in opbouw aan één oog blind doordat hij een klad kalk in zijn oog kreeg. Zo kreeg hij de bijnaam "Schele" of "Lodderoog". Later kreeg hij last van "hete koorts", waardoor zijn gezondheidstoestand afnam en hij aan geestelijke stoornissen begon te lijden. Zo speelde hij eens politieagent en belde aan elke deur aan om mensen te bekeuren als ze hun vuilnisbak niet hadden buitengezet. Hij kon geen andere beroepen meer aanleren, waardoor zijn moeder hem dagelijks groenten en fruit liet halen op de Antwerpse vroegmarkt. Doordat kinderen hem altijd naliepen en lachten met zijn raar gedrag kreeg hij de bijnaam "Zotte Rik". Hij verdiende geld door kinderen schriften, griffels en prentjes uit te delen. Vaak speelde hij ook muziek op zijn mirliton, waarmee hij net als de Rattenvanger van Hamelen door de straten trok.
Rik ging er mentaal steeds meer op achteruit, ook al omdat hij aan alcoholisme leed. Zijn familie liet hem in 1907 bij een boer in Geel wonen omdat de rustige omgeving hem beter voor zijn gezondheid zou zijn. Vanwege herhaaldelijke zenuwaanvallen plaatste men hem ten slotte in het krankzinnigengesticht Sint-Amadeus aan de Deurnestraat in Mortsel, waar hij in 1909 overleed.

## In populaire cultuur
- Rik Van Aken werd vereeuwigd als personage in John Wilms' boek "Uit de parochie van Miserie" (1941), waarin hij een belangrijke rol speelt.
- Het KNS voerde in 1972 een toneelstuk op rond Zotte Rik, “De droom van Zotte Rik”. Jan Christiaens schreef het stuk, Walter Tillemans verzorgde de regie en Wannes Van de Velde ontwierp de decors en schreef de muziek.
- Op 2 september 1978 werd er van Zotte Rik een Antwerpse reus gemaakt.